# Население Ярославской области
Численность населения области по данным Росстата составляет 1 180 174 чел. (2025). Плотность населения — 32,62 чел./км2 (2025). Городское население — 
82,82 % (2022).

## Численность населения
| 1897       | 1926       | 1928       | 1959       | 1970       | 1979       | 1987       | 1989       | 1990       |
| ---------- | ---------- | ---------- | ---------- | ---------- | ---------- | ---------- | ---------- | ---------- |
| 1 071 355  | ↗1 343 163 | ↗1 351 200 | ↗1 395 627 | ↗1 400 224 | ↗1 424 806 | ↗1 458 000 | ↗1 470 357 | ↗1 472 126 |
| 1991       | 1992       | 1993       | 1994       | 1995       | 1996       | 1997       | 1998       | 1999       |
| ↗1 473 837 | ↘1 469 449 | ↘1 464 220 | ↘1 456 922 | ↘1 452 718 | ↘1 446 797 | ↘1 437 494 | ↘1 428 690 | ↘1 419 433 |
| 2000       | 2001       | 2002       | 2003       | 2004       | 2005       | 2006       | 2007       | 2008       |
| ↘1 406 111 | ↘1 393 727 | ↘1 367 398 | ↘1 364 374 | ↘1 350 896 | ↘1 338 736 | ↘1 327 845 | ↘1 320 140 | ↘1 315 005 |
| 2009       | 2010       | 2011       | 2012       | 2013       | 2014       | 2015       | 2016       | 2017       |
| ↘1 310 473 | ↘1 272 468 | ↘1 271 006 | ↗1 271 030 | ↗1 271 672 | ↗1 271 766 | ↘1 271 629 | ↗1 271 912 | ↘1 270 736 |
| 2018       | 2019       | 2020       | 2021       | 2022       | 2023       | 2024       | 2025       |            |
| ↘1 265 684 | ↘1 259 612 | ↘1 253 389 | ↘1 209 811 | ↘1 205 637 | ↘1 194 605 | ↘1 187 558 | ↘1 180 174 |            |

В советское время население области росло, в постсоветское постоянно сокращается. Доля городского населения постоянно растёт; его численность в советское время росла, в постсоветское уменьшается, хотя и более низкими темпами, чем общая численность населения.

## Демография
| Рождаемость (число родившихся на 1000 человек населения) | Рождаемость (число родившихся на 1000 человек населения) | Рождаемость (число родившихся на 1000 человек населения) | Рождаемость (число родившихся на 1000 человек населения) | Рождаемость (число родившихся на 1000 человек населения) | Рождаемость (число родившихся на 1000 человек населения) | Рождаемость (число родившихся на 1000 человек населения) | Рождаемость (число родившихся на 1000 человек населения) | Рождаемость (число родившихся на 1000 человек населения) |
| 1970                                                     | 1975                                                     | 1980                                                     | 1985                                                     | 1990                                                     | 1995                                                     | 1996                                                     | 1997                                                     | 1998                                                     |
| -------------------------------------------------------- | -------------------------------------------------------- | -------------------------------------------------------- | -------------------------------------------------------- | -------------------------------------------------------- | -------------------------------------------------------- | -------------------------------------------------------- | -------------------------------------------------------- | -------------------------------------------------------- |
| 12,7                                                     | ↗13,7                                                    | →13,7                                                    | ↗14,1                                                    | ↘11,3                                                    | ↘7,6                                                     | ↘7,3                                                     | ↘7,1                                                     | ↗7,3                                                     |
| 1999                                                     | 2000                                                     | 2001                                                     | 2002                                                     | 2003                                                     | 2004                                                     | 2005                                                     | 2006                                                     | 2007                                                     |
| ↘6,8                                                     | ↗7,2                                                     | ↗8,1                                                     | ↗8,5                                                     | ↗9,1                                                     | ↗9,4                                                     | ↘9,2                                                     | ↗9,4                                                     | ↗9,9                                                     |
| 2008                                                     | 2009                                                     | 2010                                                     | 2011                                                     | 2012                                                     | 2013                                                     | 2014                                                     |                                                          |                                                          |
| ↗10,4                                                    | ↗10,9                                                    | ↗11,3                                                    | ↘11,2                                                    | ↗11,9                                                    | ↗12,1                                                    | ↘12                                                      |                                                          |                                                          |

| Смертность (число умерших на 1000 человек населения) | Смертность (число умерших на 1000 человек населения) | Смертность (число умерших на 1000 человек населения) | Смертность (число умерших на 1000 человек населения) | Смертность (число умерших на 1000 человек населения) | Смертность (число умерших на 1000 человек населения) | Смертность (число умерших на 1000 человек населения) | Смертность (число умерших на 1000 человек населения) | Смертность (число умерших на 1000 человек населения) |
| 1970                                                 | 1975                                                 | 1980                                                 | 1985                                                 | 1990                                                 | 1995                                                 | 1996                                                 | 1997                                                 | 1998                                                 |
| ---------------------------------------------------- | ---------------------------------------------------- | ---------------------------------------------------- | ---------------------------------------------------- | ---------------------------------------------------- | ---------------------------------------------------- | ---------------------------------------------------- | ---------------------------------------------------- | ---------------------------------------------------- |
| 10,4                                                 | ↗11,4                                                | ↗12,7                                                | ↗13,6                                                | ↘13,2                                                | ↗17,3                                                | ↘17                                                  | ↘16,4                                                | ↘16,3                                                |
| 1999                                                 | 2000                                                 | 2001                                                 | 2002                                                 | 2003                                                 | 2004                                                 | 2005                                                 | 2006                                                 | 2007                                                 |
| ↗18,3                                                | ↘17,9                                                | ↗19,5                                                | ↗20,3                                                | ↗20,8                                                | ↘20                                                  | ↘19,9                                                | ↘18,3                                                | ↘17,5                                                |
| 2008                                                 | 2009                                                 | 2010                                                 | 2011                                                 | 2012                                                 | 2013                                                 | 2014                                                 |                                                      |                                                      |
| ↘17,4                                                | ↘16,6                                                | ↗17,2                                                | ↘15,8                                                | ↗15,9                                                | →15,9                                                | ↘15,6                                                |                                                      |                                                      |

| Естественный прирост населения (на 1000 человек населения, знак (-) означает естественную убыль населения) | Естественный прирост населения (на 1000 человек населения, знак (-) означает естественную убыль населения) | Естественный прирост населения (на 1000 человек населения, знак (-) означает естественную убыль населения) | Естественный прирост населения (на 1000 человек населения, знак (-) означает естественную убыль населения) | Естественный прирост населения (на 1000 человек населения, знак (-) означает естественную убыль населения) | Естественный прирост населения (на 1000 человек населения, знак (-) означает естественную убыль населения) | Естественный прирост населения (на 1000 человек населения, знак (-) означает естественную убыль населения) | Естественный прирост населения (на 1000 человек населения, знак (-) означает естественную убыль населения) | Естественный прирост населения (на 1000 человек населения, знак (-) означает естественную убыль населения) |
| 1970 | 1975 | 1980 | 1985 | 1990 | 1995 | 1996 | 1997 | 1998 |
| --- | --- | --- | --- | --- | --- | --- | --- | --- |
| 2,3 | →2,3 | ↘1 | ↘0,5 | ↘−1,9 | ↘−9,7 | →−9,7 | ↗−9,3 | ↗−9 |
| 1999 | 2000 | 2001 | 2002 | 2003 | 2004 | 2005 | 2006 | 2007 |
| ↘−11,5 | ↗−10,7 | ↘−11,4 | ↘−11,8 | ↗−11,7 | ↗−10,6 | ↘−10,7 | ↗−8,9 | ↗−7,6 |
| 2008 | 2009 | 2010 | 2011 | 2012 | 2013 | 2014 | | |
| ↗−7 | ↗−5,7 | ↘−5,9 | ↗−4,6 | ↗−4 | ↗−3,8 | ↗−3,6 | | |

| Ожидаемая продолжительность жизни при рождении (число лет) | Ожидаемая продолжительность жизни при рождении (число лет) | Ожидаемая продолжительность жизни при рождении (число лет) | Ожидаемая продолжительность жизни при рождении (число лет) | Ожидаемая продолжительность жизни при рождении (число лет) | Ожидаемая продолжительность жизни при рождении (число лет) | Ожидаемая продолжительность жизни при рождении (число лет) | Ожидаемая продолжительность жизни при рождении (число лет) | Ожидаемая продолжительность жизни при рождении (число лет) |
| 1990                                                       | 1991                                                       | 1992                                                       | 1993                                                       | 1994                                                       | 1995                                                       | 1996                                                       | 1997                                                       | 1998                                                       |
| ---------------------------------------------------------- | ---------------------------------------------------------- | ---------------------------------------------------------- | ---------------------------------------------------------- | ---------------------------------------------------------- | ---------------------------------------------------------- | ---------------------------------------------------------- | ---------------------------------------------------------- | ---------------------------------------------------------- |
| 69,2                                                       | ↘69                                                        | ↘67,5                                                      | ↘65,1                                                      | ↘63,4                                                      | ↗64,9                                                      | ↗65,8                                                      | ↗66,9                                                      | ↗67,2                                                      |
| 1999                                                       | 2000                                                       | 2001                                                       | 2002                                                       | 2003                                                       | 2004                                                       | 2005                                                       | 2006                                                       | 2007                                                       |
| ↘65,2                                                      | →65,2                                                      | ↘64                                                        | ↘63,3                                                      | ↘63                                                        | ↗63,8                                                      | ↗64                                                        | ↗66,1                                                      | ↗67                                                        |
| 2008                                                       | 2009                                                       | 2010                                                       | 2011                                                       | 2012                                                       | 2013                                                       |                                                            |                                                            |                                                            |
| ↗67,6                                                      | ↗68,6                                                      | ↘68,4                                                      | ↗70                                                        | ↘69,9                                                      | ↗70,4                                                      |                                                            |                                                            |                                                            |

|                     | 1959      | 1970      | 1979      | 1989      | 2002      | 2010      |
| ------------------- | --------- | --------- | --------- | --------- | --------- | --------- |
| Всё население       | 1 395 627 | 1 400 224 | 1 432 905 | 1 468 996 | 1 367 398 | 1 272 468 |
| Городское население | 813 107   | 980 966   | 1 108 805 | 1 196 015 | 1 106 805 | 1 045 526 |

## Половозрастной состав
Половозрастной состав населения согласно Всероссийской переписи населения 2010 года.
|                                                                               | Мужчины и женщины | Мужчины | Женщины | Женщины в общей численности населения, % | В % к итогу мужчины и женщины | В % к итогу мужчины | В % к итогу женщины | На 1000 мужчин приходится женщин |
| ----------------------------------------------------------------------------- | ----------------- | ------- | ------- | ---------------------------------------- | ----------------------------- | ------------------- | ------------------- | -------------------------------- |
| Все население                                                                 | 1272468           | 568097  | 704371  | 55,4                                     | 100,0                         | 100,0               | 100,0               | 1240                             |
| Население моложе трудоспособного (0—15 лет)                                   | 183605            | 94279   | 89326   | 48,7                                     | 14,4                          | 16,6                | 12,8                | 947                              |
| Трудоспособное население (мужчины 16—59, женщины 16—54 года)                  | 753012            | 384909  | 368103  | 48,9                                     | 59,2                          | 67,9                | 52,1                | 956                              |
| Население старше трудоспособного (мужчины 60 и более, женщины 55 и более лет) | 332259            | 87242   | 245017  | 73,7                                     | 26,1                          | 15,2                | 34,8                | 2808                             |
| Средний возраст, лет                                                          | 41,1              | 37,6    | 43,9    |                                          |                               |                     |                     |                                  |
| Медианный возраст, лет                                                        | 41,0              | 36,9    | 45,1    |                                          |                               |                     |                     |                                  |
| Городское население                                                           | 1045526           | 463069  | 582457  | 55,7                                     | 100,0                         | 100,0               | 100,0               | 1258                             |
| Население моложе трудоспособного                                              | 150293            | 77297   | 72996   | 48,6                                     | 14,4                          | 16,7                | 12,6                | 944                              |
| Трудоспособное население                                                      | 623894            | 314774  | 309120  | 49,5                                     | 59,6                          | 68,0                | 53,1                | 982                              |
| Население старше трудоспособного                                              | 267775            | 69343   | 198432  | 74,1                                     | 25,6                          | 14,9                | 34,0                | 2862                             |
| Средний возраст, лет                                                          | 40,7              | 37,2    | 43,5    |                                          |                               |                     |                     |                                  |
| Медианный возраст, лет                                                        | 40,3              | 36,3    | 44,4    |                                          |                               |                     |                     |                                  |
| Сельское население                                                            | 226942            | 105028  | 121914  | 53,7                                     | 100,0                         | 100,0               | 100,0               | 1161                             |
| Население моложе трудоспособного                                              | 33312             | 16982   | 16330   | 49,0                                     | 14,6                          | 16,2                | 13,4                | 962                              |
| Трудоспособное население                                                      | 129118            | 70135   | 58983   | 45,7                                     | 57,0                          | 66,7                | 48,5                | 841                              |
| Население старше трудоспособного                                              | 64484             | 17899   | 46585   | 72,2                                     | 28,4                          | 17,1                | 38,1                | 2603                             |
| Средний возраст, лет                                                          | 42,8              | 39,4    | 45,8    |                                          |                               |                     |                     |                                  |
| Медианный возраст, лет                                                        | 44,3              | 40,2    | 47,8    |                                          |                               |                     |                     |                                  |

Соотношение мужчин и женщин (данные Росстат)
| Год  | Количество женщин на 1000 мужчин |
| ---- | -------------------------------- |
| 2005 | 1235                             |
| 2010 | 1240                             |
| 2011 | 1238                             |
| 2012 | 1236                             |
| 2013 | 1234                             |
| 2014 | 1233                             |
| 2015 | 1231                             |
| 2016 | 1229                             |
| 2017 | 1227                             |

## Национальный состав
Согласно переписи 2002 года 98 % жителей — граждане России.
Население практически мононациональное — большинство русские (показаны национальности численностью более 500 человек, для 2010 года — более 2000 человек):
| Национальность                    | 1970    | 1979    | 1989    | 2002             | 2010             |
| --------------------------------- | ------- | ------- | ------- | ---------------- | ---------------- |
| Азербайджанцы                     |         |         | 2295    | 5667             | 5327 (0,4 %)     |
| Армяне                            |         |         | 1140    | 5993             | 7158 (0,6 %)     |
| Белорусы                          | 3983    | 4959    | 5571    | 4275             | 2937 (0,2 %)     |
| Грузины                           |         |         | 808     | 1169             |                  |
| Евреи                             | 2967    | 2638    | 2080    | 1014             |                  |
| Езиды                             |         |         |         | 2718             | 3287 (0,3 %)     |
| Ингуши                            |         |         |         | 511              |                  |
| Казахи                            |         |         | 545     |                  |                  |
| Киргизы                           |         |         | 537     |                  |                  |
| Молдаване                         |         | 780     | 1192    | 820              |                  |
| Мордва                            | 710     | 765     | 1033    | 713              |                  |
| Немцы                             |         |         | 764     | 1042             |                  |
| Русские                           | 1366004 | 1392346 | 1416619 | 1301130 (95,2 %) | 1172188 (96,0 %) |
| Таджики                           |         |         |         | 725              |                  |
| Татары                            | 7209    | 7399    | 7162    | 6175 (0,5 %)     | 4982 (0,4 %)     |
| Узбеки                            |         |         | 786     | 687              |                  |
| Украинцы                          | 12809   | 15234   | 18477   | 13155 (1 %)      | 9492 (0,8 %)     |
| Цыгане                            | 701     | 647     | 1517    | 1308             |                  |
| Чеченцы                           |         |         |         | 989              |                  |
| Чуваши                            | 744     | 900     | 1320    | 991              |                  |
| Лица, не указавшие национальность |         |         |         | 11830 (0,8 %)    |                  |

По итогам переписи населения 2020 года проживали следующие национальности (национальности менее 0,1 % и другое, см. в сноске к строке «Другие»):
| Национальность | Численность, чел. | Доля     |
| -------------- | ----------------- | -------- |
| Русские        | 995 413           | 82,28 %  |
| Армяне         | 6114              | 0,51 %   |
| Украинцы       | 4127              | 0,34 %   |
| Азербайджанцы  | 3476              | 0,29 %   |
| Татары         | 2658              | 0,22 %   |
| Таджики        | 2547              | 0,21 %   |
| Езиды          | 1828              | 0,15 %   |
| Узбеки         | 1615              | 0,13 %   |
| Белорусы       | 1236              | 0,10 %   |
| Другие         | 190 797           | 15,77 %  |
| Итого          | 1 209 811         | 100,00 % |

## Воспроизводство
В 2008 году общие показатели воспроизводства населения составили:
|                     | рождаемость                                                                                             | смертность                                                                                          | естественная убыль                                                                               | суммарный коэффициент рождаемости | чистый коэффициент воспроизводства населения |
| ------------------- | --- | --------------------------------------------------------------------------------------------------- | ------------------------------------------------------------------------------------------------ | --------------------------------- | -------------------------------------------- |
| Всё население       | 10,4 на 1000 чел. (13 642 новорожденных, на 5 % больше, чем в 2007 году; ниже, чем в среднем по стране) | 17,4 на 1000 чел. (22 796 умерших, на 0,6 % меньше, чем в 2007 году; выше, чем в среднем по стране) | 7,6 на 1000 чел. (9931 человек, на 8,6 % меньше, чем в 2007 году; выше, чем в среднем по стране) | 1,326                             | 0,636                                        |
| Городское население | 10,3 на 1000 чел. (11 014 новорожденных)                                                                | 16,4 на 1000 чел. (17 622 умерших)                                                                  | 6,1 на 1000 чел. (6608 человек)                                                                  | 1,253                             | 0,598                                        |
| Сельское население  | 11,0 на 1000 чел. (2628 новорожденных)                                                                  | 21,6 на 1000 чел. (5174 умерших)                                                                    | 10,6 на 1000 чел. (2546 человек)                                                                 | 1,740                             | 0,850                                        |

В 2008 году на 100 родов пришлось 114 абортов, что на 40 % больше, чем в среднем по России. С 2000 года число прерываний беременности в области снизилось в 2 раза.
Коэффициент перинатальной смертности (от 28 недель беременности до 7 дней жизни) — 7,73 (мальчики — 8,56, девочки — 6,87) случая на 1000 родившихся живыми и мёртвыми, что ниже среднего по России. Младенческая смертность (до 1 года) — 6,7 умерших на 1000 живорождённых, что ниже среднего по России. Вероятность смерти от момента рождения до 5 лет в 2008 году составила 0,82 % (мальчики — 0,96 %, девочки — 0,69 %); по сравнению с 2007 годом показатель улучшился; ниже среднего по России.
Средний возраст населения и на 1 января 2009 года, и на 1 января 2010 года выше общероссийского по всем категориям, в последние годы наблюдается его рост; в годах:
|                     | мужчины и женщины | мужчины     | женщины     |
| ------------------- | ----------------- | ----------- | ----------- |
| Всё население       | 40,7 / 40,8       | 37,3 / 37,3 | 43,5 / 43,7 |
| Городское население | 40,3 / 40,5       | 36,9 / 37,0 | 43,1 / 43,2 |
| Сельское население  | 42,5 / 42,5       | 38,9 / 38,9 | 45,6 / 45,6 |

Ожидаемая продолжительность жизни при рождении в 2008 году по всем категориям несколько выше, чем в 2007 году, примерно соответствуя общероссийским показателям; лет:
|                     | мужчины и женщины | мужчины | женщины |
| ------------------- | ----------------- | ------- | ------- |
| Всё население       | 67,60             | 61,04   | 74,29   |
| Городское население | 68,02             | 61,47   | 74,43   |
| Сельское население  | 65,48             | 59,01   | 73,32   |

Средняя продолжительность жизни на 2005 год: 63 года (мужчины — 57, женщины — 72).

## Браки и разводы
Население по состоянию в браке согласно Всероссийской переписи населения 2010 года (на 1000 человек данного пола в возрасте 16 лет и более, указавших состояние в браке).
|         | Состоящие в браке | из них в зарегистрированном браке | из них в незарегистрированном браке | Никогда не состоявшие в браке | Разведённые официально | Разошедшиеся | Вдовые |
| ------- | ----------------- | --------------------------------- | ----------------------------------- | ----------------------------- | ---------------------- | ------------ | ------ |
| Мужчины | 642               | 548                               | 94                                  | 237                           | 67                     | 16           | 38     |
| Женщины | 496               | 424                               | 72                                  | 160                           | 111                    | 17           | 216    |

В 2008 году на тысячу человек населения было совершено 8,1 брака (всего 10 659) и 4,9 развода (всего 6484) против 8,5 браков (всего 11 172) и 4,7 разводов (всего 6247) в 2007 году. Показатели соответствуют общероссийским.
Вне зарегистрированного брака родились (показатели для всего населения и городского населения соответствуют общероссийским, для сельского — на 2008 год на 14 % выше):
|                     | 2007, чел. | 2007, % | 2008, чел. | 2008, % |
| ------------------- | ---------- | ------- | ---------- | ------- |
| Всё население       | 3663       | 28,0    | 3703       | 27,1    |
| Городское население | 2758       | 26,2    | 2804       | 25,5    |
| Сельское население  | 905        | 35,1    | 899        | 34,2    |

## ДНК
У русского населения Ярославской области преобладают Y-хромосомные гаплогруппы R1a1a-M198 (xM458) — 34,1 %, R1a1a1b1a1-M458 — 24,2 %, N1a1a-M178 — 11,3 % (в том числе N3a3 или N1a1a1a1a1-CTS10760 (6,8 %) и N3a4 или N1a1a1a1a2-Z1936 (4,5 %)), I1-M253 — 8,3 %, R1b1a1a2a-L23 — 6,8 %, I2a1-P37.2 — 5,3 %.

## Распределение по территории
Населённые пункты с численностью населения более 5 тысяч человек
| Ярославль            | ↘563 717 |
| Рыбинск              | ↘177 295 |
| Переславль-Залесский | ↘37 738  |
| Тутаев               | ↘39 643  |
| Углич                | ↗32 719  |

| Ростов       | ↘28 122 |
| Гаврилов-Ям  | ↘16 084 |
| Данилов      | ↘13 677 |
| Семибратово  | ↘6511   |
| Некрасовское | ↗6079   |

| Мышкин           | ↗5621 |
| Пошехонье        | ↘5150 |
| Константиновский | ↘5054 |
| Борисоглебский   | ↗5453 |
| Любим            | ↘5037 |

## Общая карта
Легенда карты:
- Областной центр, 563 717 чел.
- 177 295 чел.
- от 10 000 до 50 000 чел.
- от 5000 до 9999 чел.
- от 3000 до 4999 чел.
- от 500 до 2999 чел.

## Миграции
В 2008 году в Ярославскую область прибыло из других субъектов Российской Федерации 6492 человека, из зарубежных стран — 3026 человек (в том числе 798 из Армении, 443 из Узбекистана, 434 с Украины, 361 из Азербайджана, 216 из Молдовы, 179 из Казахстана, 149 из Таджикистана, 131 из Кыргызстана, 127 из Грузии) выбыло — в другие субъекты Российской Федерации 4763 человека, в зарубежные страны — 133 человека (в том числе 34 на Украину); 6570 человек переместились внутри области. Миграционный прирост составил 4622 человека, в том числе 1729 из других субъектов и 2893 из других государств; коэффициент миграционного прироста — 35 (городское — 39, сельское — 20) человек на 10 000 человек населения, что в 2 раза больше, чем в среднем по России (городское — в 1,5, сельское по России отрицательно), за десятилетие увеличился вдвое.

## Экономические вопросы
В 2008 году численность экономически активного населения составила 730 тыс. чел.; уровень безработицы составлял 6 %.
Численность пенсионеров на конец 2008 года составила 395 тыс. чел. (301,4 человек на 1000 человек населения, что на 10,8 % больше общероссийского); численность занятых в экономике, приходящаяся на одного пенсионера — 1,7 чел.
В 2008 году среднедушевой денежный доход в месяц составлял 12 587,2 руб., что на 8,8 % больше, чем в 2007 году и на 18 % меньше среднероссийского.
Число и размер частных домохозяйств согласно Всероссийской переписи населения 2010 года.
|                             | Число частных домохозяйств | В них численность членов частных домохозяйств | Из них из 1 человека | Из них из 2 человек | Из них из 3 человек | Из них из 4 человек | Из них из 5 человек и более | Средний размер частного домохозяйства, человек |
| --------------------------- | -------------------------- | --------------------------------------------- | -------------------- | ------------------- | ------------------- | ------------------- | --------------------------- | ---------------------------------------------- |
| Городские населённые пункты | 444165                     | 1030064                                       | 134213               | 135537              | 101934              | 51872               | 20609                       | 2,3                                            |
| Сельские населённые пункты  | 95239                      | 223595                                        | 30766                | 28892               | 17757               | 11460               | 6364                        | 2,3                                            |

На 1000 человек населения, указавших источники средств к существованию, согласно Всероссийской переписи населения 2010 года приходится:
|                   | Трудовая деятельность | Личное подсобное хозяйство | Стипендия | Пенсия (кроме пенсии по инвалидности) | Пенсия по инвалидности | Пособие (кроме пособия по безработице) | Пособие по безработице | Другой вид государственного обеспечения | Сбережения; дивиденды; проценты | Сдача внаём или в аренду имущества; доход от патентов, авторских прав | На иждивении отдельных лиц; помощь других лиц; алименты | Иной источник средств к существованию | Не указали основной источник средств к существованию |
| ----------------- | --------------------- | -------------------------- | --------- | ------------------------------------- | ---------------------- | -------------------------------------- | ---------------------- | --------------------------------------- | ------------------------------- | --------------------------------------------------------------------- | ------------------------------------------------------- | ------------------------------------- | ---------------------------------------------------- |
| Все источники     | 494                   | 135                        | 19        | 285                                   | 32                     | 53                                     | 12                     | 13                                      | 4                               | 1                                                                     | 252                                                     | 1                                     |                                                      |
| Основной источник | 458                   | 4                          | 2         | 238                                   | 21                     | 5                                      | 9                      | 11                                      | 2                               | 0                                                                     | 236                                                     | 1                                     | 13                                                   |

## Образование
На 1000 человек в возрасте 15 лет и более, указавших уровень образования, согласно Всероссийской переписи населения 2010 года приходится:
|                     | послевузовское | высшее (в том числе бакалавр, специалист, магистр) | неполное высшее | среднее профессиональное | начальное профессиональное | среднее (полное) общее | основное общее | начальное общее | не имеют начального общего образования |
| ------------------- | -------------- | -------------------------------------------------- | --------------- | ------------------------ | -------------------------- | ---------------------- | -------------- | --------------- | -------------------------------------- |
| Всего               | 7              | 211 (6, 202, 3)                                    | 36              | 336                      | 73                         | 160                    | 114            | 58              | 5                                      |
| Городское население | 7              | 235 (7, 225, 3)                                    | 40              | 349                      | 64                         | 158                    | 98             | 46              | 3                                      |
| Сельское население  | 5              | 103 (4, 97, 2)                                     | 16              | 280                      | 116                        | 170                    | 186            | 113             | 11                                     |